# Alfredo Lopes de Morais
Alfredo Lopes de Morais (Morrinhos, 23 de novembro de 1880 — Morrinhos, 16 de junho de 1954) foi governador de Goiás, de 14 de julho de 1929 a 11 de agosto de 1930.
Era filho do coronel Hermenegildo Lopes de Moraes e irmão do senador Hermenegildo de Morais Filho, além de cunhado de José Xavier de Almeida, que governou Goiás. 